# Maybach 62S
De Maybach 62S is de sportievere versie van de 62, van luxemerk Maybach. De auto werd in 2006 onthuld op de Autoshow van Peking. Uit de V12-motor is nog meer vermogen gehaald; hij levert nu 450 kW / 612 pk en een koppel begrensd op 1000 Nm. Toen de auto in 2007 op de markt kwam, kostte hij in Nederland 713.058 euro, waarna de prijs steeg tot 722.555 euro.
In 2008 verscheen de Maybach 62S Landaulet, waarvan het achterste deel een open dak heeft.
voormalige modellen:
57 ·
57S ·
57S Cruisero ·
62 ·
62S ·
62S Landaulet
conceptauto's:
Exelero
historische modellen:
W1 ·
W3 ·
W5 ·
12 ·
DSH ·
DS7 Zeppelin ·
W6 ·
DS8 Zeppelin ·
W8 DSG ·
SW35 ·
SW38 ·
SW42 ·
JW61